# Axis (Alabama)
Axis – jednostka osadnicza w Stanach Zjednoczonych, w stanie Alabama, w hrabstwie Mobile.